# Семисль
Семисль (пол. Siemyśl) — село в Польщі, у гміні Семишль Колобжезького повіту Західнопоморського воєводства.
Населення — 1336 осіб (2011).

## Демографія
Демографічна структура станом на 31 березня 2011 року:
|          | Загалом | Допрацездатний вік | Працездатний вік | Постпрацездатний вік |
| -------- | ------- | ------------------ | ---------------- | -------------------- |
| Чоловіки | 682     | 168                | 469              | 45                   |
| Жінки    | 654     | 138                | 410              | 106                  |
| Разом    | 1336    | 306                | 879              | 151                  |